# Cacostola brasiliensis
Cacostola brasiliensis är en skalbaggsart som beskrevs av Thomson 1868. Cacostola brasiliensis ingår i släktet Cacostola och familjen långhorningar. Inga underarter finns listade.